# Liste der Gedenktafeln in Berlin-Lichtenberg
Die Liste der Gedenktafeln in Berlin-Lichtenberg enthält die Namen, Standorte und, soweit bekannt, das Datum der Enthüllung von Gedenktafeln.
Die Liste ist nicht vollständig.

## Lichtenberg
| Bild    | Name                                                 | Standort                        | Datum der Enthüllung |
| ------- | ---------------------------------------------------- | ------------------------------- | -------------------- |
|         | Amtsgericht Lichtenberg                              | Roedeliusplatz 1                |                      |
|         | Blutmauer                                            | Rathauspark                     |                      |
|         | Max Brunnow                                          | Alfred-Jung-Straße 5            |                      |
|         | Bürgerstiftung Lichtenberg                           | Möllendorffstraße 6             |                      |
|         | Diakonissenschaft KEH                                | Herzbergstraße 79               |                      |
|         | Friedliche Revolution                                | Ruschestraße 104                |                      |
|         | Friedliche Revolution                                | Ruschestraße 104                |                      |
|         | Gustav Gebhardt                                      | Parkaue 10                      |                      |
|         | Gefängnis Lichtenberg                                | Alfredstraße 11                 |                      |
|         | Gemeindeschule Atzpodienstraße                       | Atzpodienstraße 46              |                      |
|         | Gewaltherrschaft                                     | Alfredstraße 11                 |                      |
|         | Stasi Objekt Gotlindestraße und Hans-Zoschke-Stadion | Normannenstraße 25A             |                      |
|         | Liselotte Herrmann                                   | Freiaplatz                      |                      |
|         | Stefan Heym                                          | Stefan-Heym-Platz               |                      |
|         | Friedrich Jacobs                                     | Fanningerstraße 32              |                      |
|         | Jüdische Mitarbeiter                                 | Möllendorffstraße 6             |                      |
|         | Jüdische Mitarbeiter                                 | Möllendorffstraße 6             |                      |
|         | Kapitulation                                         | Herzbergstraße 79               |                      |
|         | Krankenhaus Königin Elisabeth Herzberge              | Herzbergstraße 79               |                      |
|         | Landschaftspark Herzberge                            | Siegfriedstraße 71              |                      |
|         | Lichtenberg 1250–1900                                | Möllendorffstraße 34            | 2. Dezember 2022     |
|         | Lichtenberg 1900-                                    | Möllendorffstraße 34            | 2. Dezember 2022     |
|         | Bernhard Lichtenberg                                 | John-Sieg-Straße 6              |                      |
|         | Lichtenberger Stadion                                | Herzbergstraße 82               |                      |
|         | Rosa Lindemann                                       | Möllendorffstraße 6             |                      |
|         | Ministerium für Staatssicherheit                     | Normannenstraße 19              |                      |
|         | Ministerium für Staatssicherheit                     | Normannenstraße 19              |                      |
|         | Ministerium für Staatssicherheit                     | Normannenstraße 19              |                      |
|         | Ministerium für Staatssicherheit                     | Normannenstraße 19              |                      |
|         | Ministerium für Staatssicherheit                     | Normannenstraße 19              |                      |
|         | Ilse Stöbe, Frieda Stöbe und Kurt Müller             | Frankfurter Allee 233           |                      |
|         | Opfer der Märzkämpfe                                 | Rathauspark                     |                      |
|         | Ort der Hinrichtung                                  | Rathauspark                     |                      |
|         | Rathauspark Lichtenberg                              | Rathauspark                     |                      |
|         | Revolutionsdenkmal                                   | Zentralfriedhof Friedrichsfelde | 2019                 |
|         | Revolutionsdenkmal – Beisetzung im Januar 1919       | Zentralfriedhof Friedrichsfelde | 2019                 |
|         | Revolutionsdenkmal – Beisetzung von 1919             | Zentralfriedhof Friedrichsfelde | 2019                 |
|         | Revolutionsdenkmal – Das Denkmalprojekt              | Zentralfriedhof Friedrichsfelde | 2019                 |
|         | Revolutionsdenkmal – Fundament                       | Zentralfriedhof Friedrichsfelde |                      |
|         | Revolutionsdenkmal – Abriss und Nachhall             | Zentralfriedhof Friedrichsfelde | 2019                 |
|         | Erich Rhode                                          | Wotanstraße 7                   |                      |
|         | Rote Kapelle                                         | Schulze-Boysen-Straße 12        |                      |
|         | Rote Kapelle                                         | Schulze-Boysen-Straße 12        |                      |
|         | Rote Kapelle                                         | Schulze-Boysen-Straße 12        |                      |
| vorher: | Kurt Schneider                                       | Rudolf-Reusch-Straße 8          | 17. August 2021      |
|         | Harro Schulze-Boysen                                 | Schulze-Boysen-Straße 12        |                      |
|         | Herbert Splanemann                                   | Marie-Curie-Allee 112           |                      |
|         | Spartakusaufstand                                    | Rathausstraße 10                |                      |
|         | Spartakusaufstand                                    | Rathausstraße 10                |                      |
|         | Tor auf der Normannenstraße                          | Normannenstraße 22              |                      |
|         | Widerstandskämpfer                                   | Loeperplatz                     |                      |
|         | Hans Zoschke                                         | Normannenstraße 28              |                      |
|         | Zweiter Weltkrieg                                    | Loeperplatz                     |                      |